# 65-та паралель південної широти
65-та паралель південної широти — лінія широти, що лежить на 65 градусів південніше земної екваторіальної площини. Вона проходить через Південний океан та Антарктиду.
На цій широті під час літнього сонцестояння сонце видно 22 години 2 хвилини, а під час зимового сонцестояння — 3 години 35 хвилин.

## Список географічних об'єктів, що перетинає 65° пд. ш
Починаючи з Гринвіцького меридіану та рухаючись на схід, 65-та паралель південної широти проходить через:
| Координати                                                  | Континент або океан | Примітки                                                                                |
| ----------------------------------------------------------- | ------------------- | --------------------------------------------------------------------------------------- |
| 65°0′ пд. ш. 0°0′ сх. д. / 65.000° пд. ш. 0.000° сх. д.     | Південний океан     | На південь від Атлантичного океана                                                      |
| 65°0′ пд. ш. 20°0′ сх. д. / 65.000° пд. ш. 20.000° сх. д.   | Південний океан     | На південь від Індійського океана                                                       |
| 65°0′ пд. ш. 147°0′ сх. д. / 65.000° пд. ш. 147.000° сх. д. | Південний океан     | На південь від Тихого океана                                                            |
| 65°0′ пд. ш. 67°16′ зх. д. / 65.000° пд. ш. 67.267° зх. д.  | Південний океан     | На південь від Атлантичного океана                                                      |
| 65°0′ пд. ш. 63°12′ зх. д. / 65.000° пд. ш. 63.200° зх. д.  | Антарктида          | Проходить через Антарктичний півострів (претендують Аргентина, Чилі та Велика Британія) |
| 65°0′ пд. ш. 57°31′ зх. д. / 65.000° пд. ш. 57.517° зх. д.  | Південний океан     | На південь від Атлантичного океана                                                      |